# San Giorgio (Catania)
San Giorgio (San Gioggiu in dialetto catanese) è un popoloso quartiere di Catania, che dal 2013 fa parte della vasta VI Circoscrizione, risultata dall'accorpamento delle ex IX e X Municipalità, la quale include tutti i quartieri a sud dell'aggregato urbano: Librino, Fontanarossa (dove è sito l'omonimo aeroporto), Zia Lisa, Villaggio Sant'Agata, Pigno, Plaia, Fossa della Creta , Villaggio Santa Maria Goretti fino ad arrivare alle frazioni di Primosole (dove sfocia il fiume Simeto), comprendendo anche la Zona industriale di Pantano d'Arci e Passo Martino.

## Geografia
Area edificata piuttosto compatta posizionata ai margini dell'area urbana, nel quadrante sud occidentale della città; confina a nord ed est con una vasta area cuscinetto che la divide dal tessuto urbano di Catania, formata da un'area costituita da terreni agricoli quasi del tutto abbandonati e terreni incolti denominata "Telegrafo Vecchio" o "Parco Monte Po" (oltre la quale vi è a nord-ovest Monte Po appunto e a nord-est San Leone), ad est con la contrada Fossa della Creta, a sud-ovest con il Villaggio Sant'Agata, a sud invece confina con il quartiere Librino, i quali confini si identificano con i viali Ammiraglio Colonna, Grimaldi e Biagio Pecorino e ad ovest invece confina con la frazione Cravone di Misterbianco.

## Storia urbanistica
Il quartiere San Giorgio un tempo florida area agricola, è legata indissolubilmente alla storia del vicino Librino. Negli anni 1960 con grave ritardo venne redatto il PRG da Luigi Piccinato, adottato nel '64 e approvato nel '69 dal consiglio comunale; Il piano prevedeva la costruzione di aree di edilizia residenziale pubblica e cooperative edilizie, varie attrezzature pubbliche e verde, progetto di urbanistica razionalista di grande respiro europeo, che avrebbe portato alla rottura del monocentrismo catanese, costituendo così una città nuova, funzionale, autosufficiente, ricca di servizi ed attrezzature, riequilibrando a sud l'espansione della città che in quegli anni vedeva raggiungere il picco di oltre 400.000 abitanti, tutto questo almeno sulla carta. Nel 1970 venne dato incarico allo studio del famoso architetto giapponese Kenzō Tange di produrre un progetto di sistemazione urbana, consegnato nel 1972 e reso esecutivo dal piano di zona del 1976. Varie vicende e l'incapacità politica portarono ad uno stravolgimento e al mancato completamento del piano. In un primo momento fu l'autorità aeroportuale a bloccare l'iter a causa dell'altezza di alcune torri residenziali, definendole d'ostacolo alle manovre degli aeromobili in partenza ed arrivo al vicino aeroporto di Fontanarossa. In seguito vi furono contenziosi a causa degli espropri dei terreni, dove gli ex proprietari chiesero di essere indennizzati a prezzi da area edificabile anziché da area agricola.
Durante questo periodo di stasi, l'area fu soggetta ad una selvaggia lottizzazione cui fece seguito una massiccia edificazione abusiva, che venne colpevolmente sanata dalla politica di quegli anni. In seguito a ciò fu necessaria una variante del progetto originario che inglobasse questo nuovo tessuto urbano autocostruito, approvata nel 1979. Ciò portò ad un aumento della densità abitativa a danno delle aree destinate ad attrezzature e verde pubblico.
Il quartiere è così contraddistinto da un tessuto che richiama vagamente lo schema romano del cardo e decumano configurandosi in uno schema urbanistico ortogonale o "a griglia" con strade di modesta ampiezza e molte prive di marciapiede, che si irradiano dalle vie principali del quartiere, gli stradali San Giorgio e Cravone, le quali si intersecano con altre strade perpendicolari ad esse. Gli spazi pubblici quindi si riducono alle sole strade e a qualche sparuto slargo. La stragrande maggioranza degli esercizi commerciali è concentrato in queste due ultime vie che soventemente durante il giorno risultano intasate di traffico a causa del parcheggio sregolato che riduce ulteriormente la già esigua larghezza delle strade.
Gli edifici che formano l'abitato sono di modesta elevazione, composti tutt'al più da palazzine, villette mono e plurifamiliari, talvolta i piani più bassi sono provvisti di garage e botteghe, costruzioni connotate da un basso profilo architettonico, tipico degli edifici autocostruiti durante il boom economico degli anni 1960. Il quartiere è privo di molti servizi e presenta rarefatte aree di aggregazione sociale, costituite essenzialmente da pochissime piazzette e qualche parco giochi, a questi si sostituiscono gli esercizi commerciali, come bar, chioschi e i centri scommesse.
Grave è l'assenza di spazi verdi fruibili, il comune ha comunque in previsione di costituire un'area verde nell'area del parco suburbano di Monte Po, diventando il più grande polmone verde della città. Non si conoscono tuttavia i termini di tale progetto né tantomeno quando questo verrà realizzato.

## Viabilità e trasporti
Gli assi viari principali sono gli già citati stradali San Giorgio e Cravone, preesistenti alla nascita del quartiere, essi si configurano come la spina dorsale della viabilità dell'area, collegandolo verso est con la contrada Fossa della Creta e quindi con via Palermo, e a nord-ovest con il quartiere di Monte Po.
A questi si aggiunge il viale Carmelo Rosano, che si innesta pressappoco in direzione nord sud sulla viabilità di Librino, tagliando il quartiere in due, collegandolo con via Palermo, a cavallo del confine ideale tra Nesima Inferiore e San Leone.
Per quanto riguarda i trasporti pubblici il quartiere è servito da poche linee di bus urbani gestiti da AMT:
- 525 circolare con partenza da Piazza Borsellino.

- 601 circolare di quartiere con partenza dal parcheggio scambiatore di Nesima, e serve (oltre a San Giorgio), la parte nord-est di Librino, Monte Po.

- 802N-802R circolari di quartiere con partenza dal parcheggio scambiatore Fontanarossa e servono i quartieri di Villaggio Sant'Agata, Librino, Pigno, lambendo la parte meridionale di San Giorgio.

La FCE ha in progetto di far passare la linea 1 della metropolitana nelle immediate vicinanze della porzione sud del quartiere, le quali stazioni più vicine saranno "Verrazzano" sotto l'asse attrezzato, nella parte est del quartiere Librino, l'altra denominata "Palermo" in via Fossa della Creta. Tratta in attesa di finanziamento.

## Infrastrutture e Servizi pubblici
- Poliambulatorio dell'ASP 3 con accessi da viale Biagio Pecorino e dallo stradale San Giorgio.
- Centro servizi del comune di Catania, nel quale ha sede la VI municipalità, anagrafe, centro sociale, ludoteca, biblioteca. Sito nello stradale San Giorgio n. 27
- Asilo nido, scuole materne, elementari e medie: San Giorgio, Vitaliano Brancati, Cardinale Dusmet.
- Consultorio familiare, via Terre Forti n.3

## Luoghi di culto
- Chiesa di Santa Maria Ausiliatrice e di San Domenico Savio, Stradale San Giorgio, 5
- Chiesa della Beata Maria Vergine e di Santa Maria Goretti, via dell'Iris, 5